# 普通江站
普通江站（：／ Pot'onggang yŏk */?）是位于朝鮮民主主義人民共和國平壤普通江区域的一個鐵路車站，面向樂園大街。
平南線和平壤火电线經過。可以與地鐵革新線建國站換乘。

## 历史
- 1944年3月21日，落成使用[1]。

## 邻近车站
平南线
平壤站 - 普通江站 - 七沟站
平壤火电线
普通江站 - 平川站